# 日清拉王

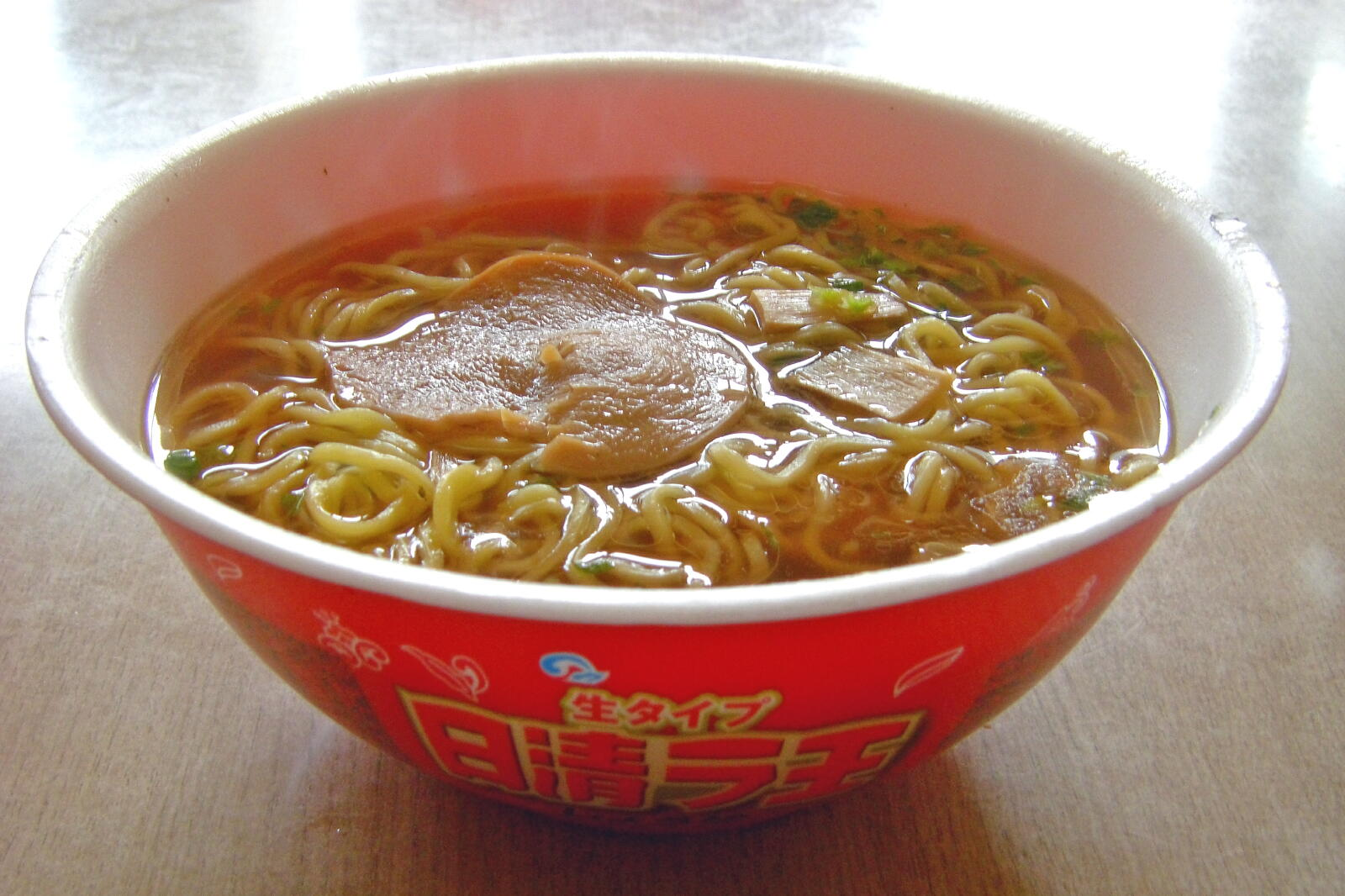
初代日清拉王（酱油味）

日清拉王，為日本廠商日清食品所產製的即食麵系列，于1992年開始販售。1993年售出約1億5360萬個。

## 简介
初代产品自1992年9月开始贩售，2010年8月停产。这一代产品没有采用一般杯麵使用的干燥麵，而是采用以杀菌袋包装的生类麵，可以长期常温保存。作为在日本制造的生类麵杯麵，“拉王”是1991年7月发售的明星食品“夜食亭・生类酱油拉麵 / 味噌拉麵”的接班商品（当时东洋水产也发售了生类麵产品，但包括夜食亭在内的同类竞争产品几年内就销声匿迹了）。初代曾经创下过一年300亿日元的销售记录，但在生产商内外高品质高价格带的竞争商品增加、竞争激化的情况下，该产品市场份额逐年缩小，最终于2010年8月2日停产。
初代停产后1个月不到，2010年8月24日，采用了日清特有的专利技术的新版非油炸拉王“复活”的消息公布，9月6日即开始贩售第2代（但对于第2代的发售也有很多批评声音，参见下文）。
JR涩谷站站内有名为日清拉王袋麵屋的试销店，可在该店品尝泡好的拉王。

## 产品线

### 现在售卖的产品（第2代拉王）
- 杯麵系列（非油炸麵）
  - 猪油浓酱油（2014年4月7日 日本全国新版发售[11]）
  - 香熟浓味噌（2014年4月7日 日本全国新版发售[11]）
  - 清淡浓盐（2014年4月7日 日本全国新版发售[11]）
  - 浓熟肥猪骨（2014年4月7日 日本全国新版发售[11]）
  - Selection 超辣鲜味噌（2014年7月14日 日本全国发售[12]）
- 袋装麵系列[13][14]（非油炸面）
  - 酱油 5袋装（2012年8月27日 日本关东、甲信越、静冈地区先行发售 - 2013年1月28日 日本中部、近畿地区发售 - 2013年3月25日 日本全国发售）
  - 味噌 5袋装（2012年8月27日 日本关东、甲信越、静冈地区先行发售 - 2013年1月28日 日本中部、近畿地区发售 - 2013年3月25日 日本全国发售）
  - 盐 5袋装（2013年8月5日 日本全国发售[15]）
  - 猪骨 5袋装（2013年10月7日 日本全国发售[16]）
  - 中华凉麵 酱油调味 5袋装 东日本版（2014年4月14日 东日本地区发售[17]）
  - 中华凉麵 酱油调味 5袋装 西日本版（2014年4月14日 西日本地区发售[17]）
  - 中华凉麵 芝麻酱 5袋装（2014年4月14日 日本全国发售[17]）
  - 担担麵（浓酱油基调） 5袋装（2014年8月4日 日本全国发售(预定)[18]）

### 过去售卖的产品
- 初代拉面王
  - 酱油
  - 味噌
  - 猪骨
  - 海鲜
  - 迷你拉王[19] - 酱油 / 味噌 / 馄饨麵
  - DX拉王 什锦[20]
  - Premier 日清拉王[21] - 极厚叉烧麵 / 极厚盐猪骨叉烧麵 / 极厚担担叉烧麵
  - 夏之拉王（夏季限定商品）
  - 袋之拉王（袋装麺（日语：袋麺）、生类麺（日语：生类麺））
  - 冷冻 日清拉王[22] - 酱油 / 味噌
  - 拉王 袋装微波炉专用[23] - 酱油 / 味噌
  - 拉王日式炒麵
  - Jet拉王 日式炒麵[24]
  - 酱炒麵（微波炉拉王）[25]）
  - 冲绳荞麦（冲绳县限定商品）
  - 中华溜麵条（热血!平成教育学院（日语：熱血!平成教育学院）联动商品）

- 第2代拉王
  - 猪油特浓酱油
  - 鲜味猪肉浓味噌
  - 浓厚浓酱油猪骨（2011年2月28日发售）[26]
  - 夏之拉王　盐鸡肉
  - 三块叉烧　麻辣担担麵
  - 中华凉麵（日语：冷し中華） 5袋装（2013年6月17日 日本关东、甲信越、静冈地区限定发售[27]）

等。

## 历史

### 初代（1992年 - 2010年）

#### 1990年代
初期，因为生类麵的品质受到好评以及同类商品市场成长迅速，拉王在发售后的第2年（1993年）便卖出了约1亿5360万份产品。建议零售价（不含消费税）于1998年4月20日从原先的250日元下调至200日元。同年11月2日冷冻杯麵系列的“冷冻 日清拉王 酱油 / 味噌”发售。1999年8月2日的产品更新更改了麵的制法和材料的配合，使泡法中之前一直需要的最后滤掉热水一步变得不必要。

#### 2000年代
2000年以来，杯麵中的高级非油炸麵质量逐渐提高，以便利店为中心引入有地方特色的“当地拉麵”和再现名店味道的“当店拉麵”等改变也丰富了产品多样性。此外，2000年代初期180日元以上的“高品质高价格带”商品群变得活跃，竞争产品逐渐增多。在这些因素的影响下，拉王的市场份额有了下降趋势。对此，该产品进行了如下的多次产品更新。
- 2000年8月21日 - 以汤为中心的更改[31]。
- 2001年8月6日 - 以麵为中心的更改[32]。
- 2002年11月18日 - 泡法和包装进行了大幅更改，最后滤掉热水的步骤再次变得必要。但新采用的“Jet滤水”使用户可以单手滤水，所需时间也比之前减少了10秒[30]。
- 2003年9月16日 - 以汤为中心的更改[33]。
- 2004年9月21日 - 注重麵量增加（155g→180g）、汤和食材量的更改。新包装设计加大了（拉）字，同时建议零售价（不含税）提高了50日元（200日元→250日元）[34]。
- 2006年1月16日 - 宣称包含“为口味、气味和味道精挑细选的素材”的更改，同时减少了麵量（180g→155g）。建议零售价（不含税）保持250日元不变[35]。
- 2006年9月11日 - 以麵和食材为中心的更改[36]。
- 2007年9月25日 - 这一年是产品诞生15周年。汤的调味风格发生了改变，还进行了宣称为“最大限度引出麵的风味”的更改。建议零售价（不含税）同时下调了50日元（250日元→200日元）[37]。
- 2008年1月1日 - 因小麦等原材料价格上涨，建议零售价（不含税）上调了15日元（200日元→215日元）[38]。
- 2008年9月29日 - 麵和汤的风味更改[39]。

日清食品从1990年代末期到2000年代陆续发售了名为“麵之达人”“麵职人”“超人气店拉麵”“具多”的非油炸杯麵，随着技术提高，非油炸麵的味道也越来越接近生麵。在此影响下，拉王的优先性降低，市场份额年年缩小，2000年代中期之后销售量便逐渐下滑。

#### 2010年代
2010年7月26日，日清食品在日本的全国性报纸刊登了以“拉王，终结。”为题的整版广告，并开设了特别站点（见下），宣布拉王停产。初代拉王的生产在8月2日就已经停止，比当时发表的8月末的预计更早。

##### 拉王追汤仪式
特别站点“拉王追汤仪式”（利用日语谐音把“追悼”的“悼”改为了拉麵中放入的（热水），此外的读音也和日语中（Twitter推文）一词有相似之处）从2010年7月30日开始开设，在Twitter上募集日本全国拉王粉丝的不舍评论，从中抽取送出1盒拉王（12个）。这个活动一直持续到8月20日。在这期间产生了超过20万条推文。

### 第2代（2010年 - ）
初代拉王停产超过20日后的2010年8月24日，日清食品HD发表了发售新一代“拉王”的消息，声称这款采用了“次世代非油炸麵”的新商品是通过新技术下的独立制法研发的。宣传语为“日清史上最高杰作”。
关于“拉王”这一品牌名复活的经过和理由，生产商负责人称曾考虑过给这一新制法的麵一个不同的品牌，但“这是搭载时代最新技术且最好吃的麵，它的品牌应该要叫拉王”，这个名称在2010年的初春时期就决定了（这个经过引发了一部分批评声音。详见下文）。
为制造第2代拉王的高品质非油炸粗直麵条，生产商对麵类开发负责人进行了总动员，并和机械制造商一同投巨资开发了“拉王”专用的制麵设备。和之前的设备相比，这种设备可以更加精密地对温度和压力等要素进行细微的调整。为创造能媲美专卖店售卖的拉麵之口感，生产商在经过数千次的试错后，用一年研制出了“粗直麵制法”和“3层麵制法”两种制法。利用这两种制法组合而成的“3层粗直制法”，生产商声称“实现了之前方便麵没能实现的粗麵条和全新口感”。2010年8月，麵的最终版在发售2星期前通过了公司社长的审查，审查后发出了执行指示，生产规格也确定了。新制法在提高麵条品质的同时成功地控制了生产成本，这使更改费用分配成为可能，从而提升了食材的质和量。对此的评价有肯定的意见，但同时也有批评的声音，包括采用干麵使生类麵时代特有的口感消失以及“丧失个性”等。晋游舍发行的杂志《MONOQLO》在2010年11月号上把该商品列入了“年度失望制品提名”。
2010年，该产品获得了日本粮食新闻社制定的“食品流行大奖”。

#### 关于第2代发售的批判
2010年8月到9月从初代向第2代转移的时候，生产商通过声明停产方式吸引消费者注意力的同时却没有明确公告即将进行的产品迭代，而是不到一个月就发表和发售了同品牌新商品，这种手法引起了消费者接连反弹。互联网等处类似于“关门营销”“被追汤营销骗了”的批评声有所增加。

### 袋装麵（2012年 - ）
2011年11月7日东洋水产在日本全国发售的“小圆正麵”非常成功，为追随潮流，2012年8月27日非油炸麵的拉王首次推出袋装麵类型，在日本关东、甲信越、静冈地区限定发售（事实上是先行发售）。通过发售前让不知情的顾客试吃等活动，厂商宣传其具有和生麵相近的口感。2013年1月28日在日本中部、近畿地区开始贩卖，此后最终于同年3月25日在日本全国开始发售。

## 包装和标识设计
- 初代拉王的包装从发售开始便一直是圆形，标识是有白边的红色粗体字，但包装的设计在18年间有过数次更改。2004年改版时对设计进行了很大的更改，使其显得更有特征。采用的包装设计上有一个覆盖整个面的大字[34]。
- 第2代拉王的包装形状变成了八边形，标识也变成了金色的“[换行]”。

## 广告与代言
- 从发售当初开始，作为TBS、富士电视台、朝日电视台等的深夜节目时段的主要赞助商，每个节目都会播送感谢“日清拉王”的赞助信息[54]。

### 1990年代
- 第一代广告角色是原为职业拳击手（日语：プロボクサー）的演员赤井英和，以及演员和音乐家金山一彦（日语：金山一彦）。同时也有制作有狮子出现的广告。
- 1996年制作了J联赛选手前园真圣和中田英寿竞演的广告“去吃拉王吧”。
- 1998年起用椎名桔平，并制作了以“拉麵族”为主题的广告，广告中角色在全裸状态下食用拉王。正值长野冬奥会时期，广告中毅然决定全裸进行跳台滑雪的场景播放后引起了观众很大反响，其中包括很多感到不快的声音。针对这些意见，后来又播放了穿着西装进入温泉食用拉王的版本。
- 1998年4月至8月播放的广告由小林薫和hal（日语：hal）2人出演，包括“降价篇”和“钱捆篇”2个版本。

### 2000年代
- 在2000年代，松冈昌宏、琴欧洲、国生小百合、冈田义德出演了广告[31][35][36]。
- 2002年11月改版时推出了动画和实景融合在一起的广告，由动画《明日之丈》中的角色和女性达人尹孙河共同出演[30]。
- 2003年9月改版时，为强调Jet滤水功能，广告由拉麵店“中村屋（日语：中村屋 (ラーメン店)）”“二天”“镜花”的店主出演，这些拉麵店都以进行滤水为特征[33]。

### 2010年代
- 原定于2010年9月9日播放的电视广告在拍摄时期被曝光存在干扰登山者的行为[55]。8月3日，日清在枪岳山顶用直升机拍摄拉王广告，使登山者在山顶附近危险的山道上无法前进。日本环境省下的松本自然环境事务所曾经在拍摄前请求拍摄人员不要干扰他人登山，以及考虑到周边的环境不要使用直升机拍摄。日清食品随后决定自行停播该广告，并用新内容取代[56][57]。此外，日本中信森林管理署（日语：中信森林管理署）和环境省也对日清食品、广告承包商电通以及制作公司葵推广（日语：葵プロモーション）进行了书面指导[58]。

- 2010年9月18日[44]，官网上开始播出事先预告过的新广告“滋滋篇”，该广告在摄影棚拍摄制作[59]。这个广告仍然由照英出演，他曾经在之前卷入麻烦的枪岳篇广告中担任角色[57]。
- 2010年10月14日开始播放的“晴空塔”篇广告继续由照英出演。该广告中照英出现在东京晴空塔的施工现场，趴在卓袱台上食用拉王[60]。
- 2011年5月28日，以丰川悦司为主角的“麵国志登场”篇开始播放。该广告内容模仿日本战国时代，广告中“拉麵国”希望成为“麵国時代”的顶点，呼吁“麵下統一”。
- 2012年夏季开始，吹石一惠出演杯麵和袋装麵的广告，新广告让不知道袋装麵的临时演员试吃该产品，以此宣传口感并不逊色于生麵。
- 2013年7月开始，西岛秀俊出演袋装麵广告。该广告借助巨大的门的厚重感，象征性地表现出了“吃了拉王就不能再忍受现在的袋装麵了”这一主题。
- 2014年秋季开始，袋装麵广告使用了翻新版的4集“想吃的男子”篇（西岛继续出演主角，吉田钢太郎出演西岛的养父）。
- 2015年4月1日开始，袋装麵广告使用了翻新版的“想吃的男子，先行的同僚”篇（上文中“想吃的男子”篇续集。这次由泷藤贤一出演西岛的同僚）。

## 商品联动
“拉王”也发售了一些联动商品。
- 其中之一是根据制造北斗神拳（日语：北斗の拳 (パチスロ)）的大型赌博机制造商飒美提供给OEM的造型发售的“日清拉王×北斗拳王（日语：ラオウ）”，限定在弹珠室内售卖。此后，除去与飒美联动部分后，该商品也在7-Eleven等地公开售卖。
- 2008年年末至2009年春季，在与富士电视系的知识竞猜节目《热血!平成教育学院（日语：熱血!平成教育学院）》[61]的联动中发售了作为考生加油商品的“日清拉王 中华溜麵条”。“中华溜麵条”的原版广告只在富士电视系播放。产品杯盖上印有“平成教育学院”的角色“学习小子（日语：勉強小僧）”。

## 其他
- TBS系节目《岚的大秘密》中，对偶像团体岚的成员大野智的整人计划中出现了名为“日清魔王”的戏仿商品[來源請求]。
- “拉王”粉丝Chris松村（日语：クリス松村）在初代拉王停产时觉得拉王品牌会消失，从而大量购入，并把这一幕发到了自己的博客上[62]。

## 类似商品
以下商品均采用生类麵。
- 日清Gonbuto（日语：ごんぶと） - 1993年发售，是采用初代拉王技术的杯装乌冬粗麵（现在也在继续售卖）。
- 日清Spa王 - 采用初代拉王技术的杯装意大利粉（广告曾由伊东美咲出演。现在也在继续售卖）。
- 桃金拉麵 - 1993年发售的袋装生类拉麵（广告由佐竹雅昭（日语：佐竹雅昭）和川合千春出演。1994年袋装拉王发售时停止销售）。